# Vũ Anh Tuấn
Vũ Anh Tuấn (17 de septiembre de 1980) es un deportista vietnamita que compitió en taekwondo. Ganó una medalla de bronce en los Juegos Asiáticos de 2006, y dos medallas de bronce en el Campeonato Asiático de Taekwondo en los años 2002 y 2004.

## Palmarés internacional
| Juegos Asiáticos    | Juegos Asiáticos         | Juegos Asiáticos  | Juegos Asiáticos |
| Año                 | Lugar                    | Medalla           | Categoría        |
| ------------------- | ------------------------ | ----------------- | ---------------- |
| 2006                | Doha (Catar)             | Medalla de bronce | –62 kg           |
| Campeonato Asiático |                          |                   |                  |
| Año                 | Lugar                    | Medalla           | Categoría        |
| 2002                | Amán (Jordania)          | Medalla de bronce | –62 kg           |
| 2004                | Seongnam (Corea del Sur) | Medalla de bronce | –62 kg           |